# Stadtlandschaft (Geographie)

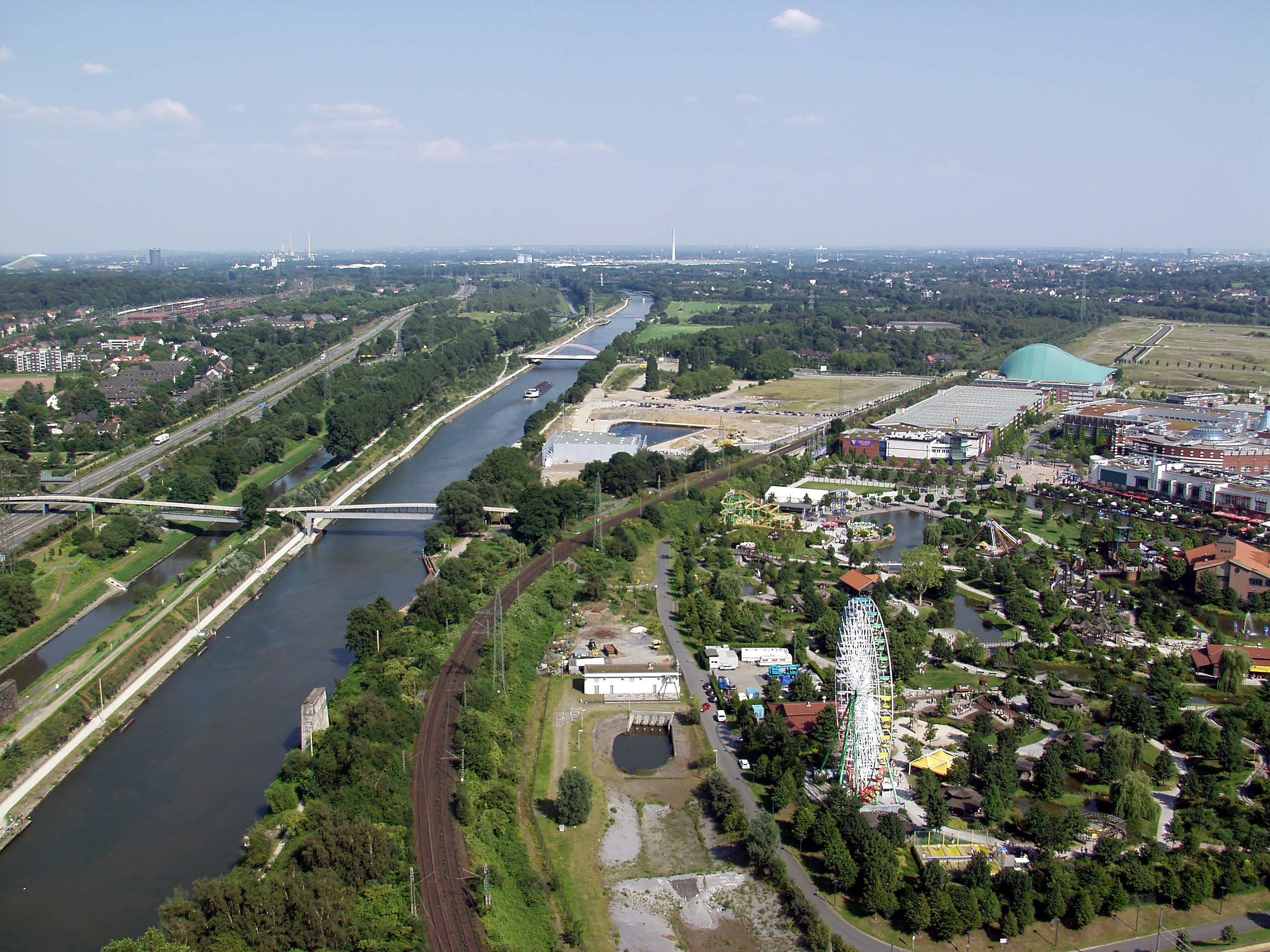
Postindustrielle Stadtlandschaft am Rhein-Herne-Kanal im Ruhrgebiet: Neue Mitte Oberhausen und Regionaler Grünzug, 2004

Stadtlandschaft (englisch urban landscape) ist ein Sammelbegriff für städtisch geprägte Räume. Mit ihm ist die geo- und stadtmorphologische bzw. landschafts-, siedlungs- und stadtgeographische Vorstellung eines Ausschnitts der Erdoberfläche verbunden, in dem eine Agglomeration von Siedlungen unterschiedlicher Verdichtung sowie Freiräume, darunter vorherrschend anthropogen umgestaltete Landschaften (Kulturlandschaften, urbane Landschaften), anzutreffen sind.
Die heutige geographische Betrachtung einer Stadtlandschaft kann sich auf maßstäblich unterschiedliche räumliche Ebenen beziehen, auf Räume innerhalb einer Stadt und Stadtregion, aber auch auf großräumige Strukturen wie die einer Megalopolis.

## Begriffs- und Ideengeschichte

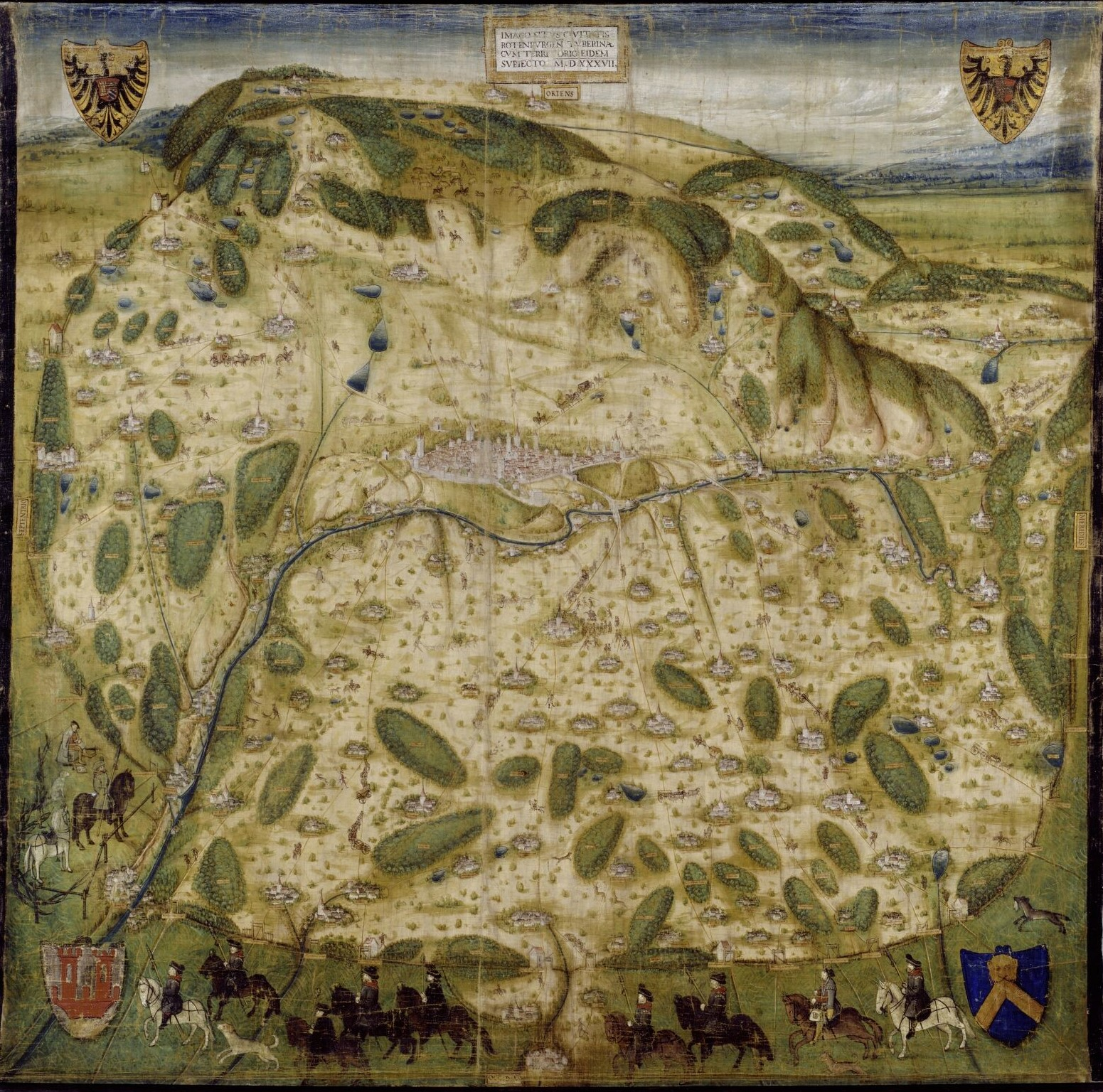
Rothenburger Landhege, Karte von Wilhelm Ziegler, 1537

Der geographische Begriff Stadtlandschaft geht hauptsächlich auf Sozialgeographen, die ihn um 1920 zur Kennzeichnung von Städten innerhalb von abgrenzbaren Kulturlandschaften bzw. Kulturräumen verwendeten, sowie dann auf Siegfried Passarge zurück, der ihn im Rahmen der von ihm begründeten Landschaftsgeographie in mehreren Veröffentlichungen zu Beginn des 20. Jahrhunderts prägte. Passarge begriff die Stadtlandschaft als Teil einer Kulturlandschaft sowie als Gegensatz zur Naturlandschaft. Ferner erkannte er in ihr bestimmte kulturelle Entwicklungsvoraussetzungen, die ihren Charakter (Stadtcharakter) prägen, und einen politischen Faktor im Sinne einer „Interessensgemeinschaft“ von Menschen, die sich in Form von Städten bis hin zu Stadtstaaten und Städtebünden politisch organisieren.
Die landeskundliche und geographische Betrachtung einer Stadt lässt sich historisch auf den Blickwinkel der malerischen Stadtlandschaft und der Stadtansichten des 16. bis 19. Jahrhunderts zurückführen. Demnach wurde eine Stadt zunächst von außen in ihrer naturräumlichen Lage betrachtet. Mit zunehmender Entwicklung der Stadtgeographie stellte die umgebende Landschaft nicht nur einen physiognomisch-bildlichen Rahmen einer Stadt und ihres Stadtbildes dar, sondern wurde als eine wesentliche Voraussetzung für die in ihr herrschenden Lebensbedingungen, Wirtschafts- und Gesellschaftsformen begriffen.

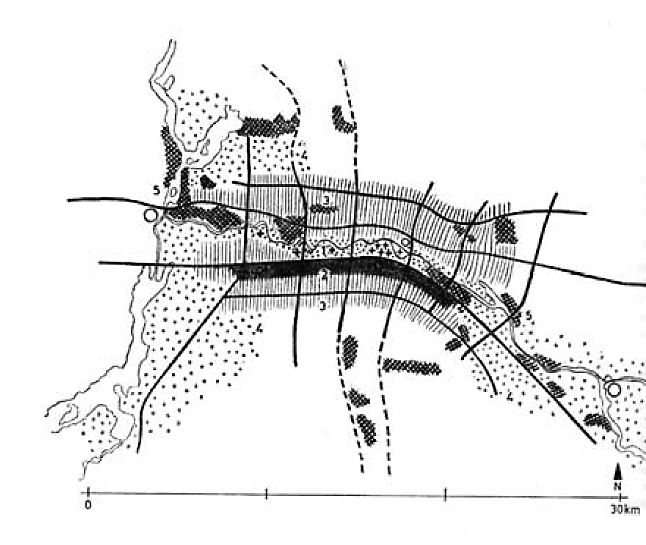
Stadtlandschaft als städtebauliche Grundidee in der Konzeptskizze zum Kollektivplan, Berlin 1945/1946

Im Verlauf der Geschichte entwickelten sich die Konzepte von zu planender und gebauter Stadt, städtischem Raum und Urbanität. In diesem Zusammenhang ist es von Bedeutung, dass es im Laufe des 19. Jahrhunderts zu einer zunehmenden Integration von Gartentheorie und Stadtplanung kam. Dieser Umstand brachte unter anderem die Ideen der Gartenstadt und des Stadt- und Volksparks sowie die Disziplinen der Freiraum- und Landschaftsplanung hervor, welche darauf abzielten, den historischen Gegensatz zwischen Stadt und Land in neuen planerischen Leitbildern aufzuheben. Um 1900 war die Idee der Stadt als eine Landschaft bereits eine verbreitete literarische Metapher, als etwa auch der Architekt und Kunsttheoretiker August Endell sie aufgriff, um die Schönheit der rasant wachsenden Großstadt seiner Zeit und die in ihr stattfindenden Prozesse der Verstädterung zu beschreiben. Inspiriert durch Planungsgrundsätze der Congrès Internationaux d’Architecture Moderne entstanden im 20. Jahrhundert Pläne, die den modernen Stadtraum als weiträumig und autogerecht durch Siedlung und Freiraum zu gestaltende Landschaft begriffen. Hierzu zählen etwa der Kollektivplan, der 1945/1946 unter Führung von Hans Scharoun und Wils Ebert für den Wiederaufbau Berlins entwickelt wurde, oder das 1948 publizierte Konzept der Organischen Stadtbaukunst von Hans Bernhard Reichow.
1960 fasste der US-amerikanische Stadtplaner und Autor Kevin A. Lynch angesichts der Phänomene der Suburbanisierung unter den Begriff Stadtlandschaft „die ungestaltet wirkenden Stadtagglomerationen“ und meinte, dass eine Stadtlandschaft etwa etwas sei, „das man sehen, im Gedächtnis behalten und an dem man sich freuen soll“. Der deutsche Architekt und Stadtplaner Thomas Sieverts meinte 1997, dass in der Zersiedelung eine „engmaschige Durchdringung von Freiraum und Siedlung“ und in dem „Freiraum der Stadtlandschaft“ das Verbindende zu erkennen wäre und dass so neue Gestaltungsperspektiven gewonnen werden könnten.